# Красная книга Красноярского края
Красная книга Красноярского края — официальный документ, содержащий аннотированный список редких и находящихся под угрозой исчезновения животных, растений и грибов Красноярского края, сведения об их состоянии и распространении, а также необходимых мерах охраны. Учреждена Законом края от 28 июня 1996 года № 10-301 «О Красной книге Красноярского края».

## Издание
В издание Красной книги Красноярского края, вышедшее в 1995 году (когда в состав Красноярского края входили автономные округа и ещё до утверждения перечня охраняемых редких видов) включены 167 видов, среди них 111 видов птиц, 13 — млекопитающих, 6 — рыб, 3 — земноводных, 1 — пресмыкающихся и 23 вида насекомых.
В 2000 году Постановлением администрации Красноярского края от 6 апреля 2000 года № 254-р «О перечне животных, заносимых в Красную книгу Красноярского края» был впервые утверждён список охраняемых животных. В том же 2000 году было опубликовано
1-е официальное издание Красной книги животных края (без учёта Таймырского полуострова и Эвенкии). В этом издании перечислены 122 вида животных, в том числе 76 видов птиц, 13 — млекопитающих, 4 — рыб, 3 — земноводных, 1 — пресмыкающихся и 25 видов насекомых. В 2004 году после сбора дополнительной информации Красная книга была переиздана.
В издание Красной книги Красноярского края, вышедшее в 2005 году внесены 306 видов растений и грибов.
В 3-е издание Красной книги Красноярского края (с учётом объединения в 2007 году Красноярского края, Таймырского (Долгано-Ненецкого) и Эвенкийского муниципальных районов в единый субъект), вышедшее в 2011 году, были включены 141 вид животных, в том числе 89 вид птиц, 25 — млекопитающих, 4 — рыб, 3 — земноводных, 1 — пресмыкающихся, 1 — моллюск и 18 видов насекомых.

## Категории охраны
- 0 — вероятно исчезнувшие (позвоночные не найденные в природе за последние 50 лет; для беспозвоночных животных — в последние 100 лет);
- I — находящиеся под угрозой исчезновения
- II — сокращающиеся в численности
- III — редкие
- IV — неопределённые по статусу
- V — восстанавливаемые и восстанавливающиеся
- VI — редкие расселяющиеся виды, которые проникают на территорию края в силу изменения условий обитания
- VII — редкие виды животных, занесённые в Красную книгу Российской Федерации, систематически отмечаемые на территории края, характер пребывания которых не установлен.